# Kungariket Cypern
Kungariket Cypern var en korsfararstat på Cypern som bildades av Rikard Lejonhjärta 1193, och blev ett självständigt kungadöme under huset Lusignan. Den 14 mars 1489 såldes ön till Venedig.
Cypern hade sedan 300-talet ingått i Bysantinska riket, när en grekisk prins, Komnenos I, som var ståthållare där, gjorde sig oberoende. Hans efterkommande regerade ön tämligen självständigt till dess Rikard Lejonhjärta under det tredje korståget (1191) erövrade den och sålde den för 25 000 mark silver till tempelherrarna. Dessa återlämnade emellertid snart ön till den engelske kungen. Denne skänkte då (1193) Cypern till ex-konungen av Jerusalem Guido av Lusignan, vars ätt på manssidan utslocknade 1267. En släkting till den siste av huset Lusignan, Hugo III av Cypern, av det antiokenska furstehuset, blev då kung och kallade sig som detta Hugo av Lusignan, varför man brukar räkna honom och hans efterträdare till denna ätt. 
Flera av dessa furstar var betydande män, och ön hade på deras tid en glansperiod som dock slutade redan innan ätten utdog. Den siste kungens änka, venezianskan Caterina Cornaro, hustru till Jakob II av Cypern (Jakob bastarden), lämnade ön åt Republiken Venedig som 1489 tog den i besittning och behöll den som koloni till 1571.

## Regentlängd
- Guido av Lusignan (1192-1194)
- Amalric av Lusignan (1194-1205) (Amaury)
- Hugo I (1205-1218)
- Henrik I (1218-1253) (Le Gros)
- Hugo II (1253-1267) (Huguet)
- Hugo III (1267-1284)
- Johan I (1284-1285)
- Henrik II (1285-1306)
- Amalric av Tyre (1306-1310),
- Henrik II (1310-1324)
- Hugo IV (1324-1359)
- Peter I (1359-1369)
- Peter II (1369-1382) (Perrin)
- Jakob I (1382-1398)
- Janus (1398-1432)
- Johan II (1432-1458)
- Charlotte (1458-1464) och 1459-1464 med hennes make Ludvig av Savojen
- Jakob II (1464-1473) (Jacques le Bâtard)
- Jakob III (1473-1474)
- Caterina Cornaro (1474-1489)

### Fotnoter
1. ↑  ”Cyprus”. World Statesmen. http://www.worldstatesmen.org/Cyprus.html. Läst 7 april 2011.